# Phường 3, Mỹ Tho
Phường 3 là một phường cũ thuộc thành phố Mỹ Tho, tỉnh Tiền Giang, Việt Nam.

## Địa lý
Phường 3 nằm ở trung tâm thành phố Mỹ Tho, có vị trí địa lý:
- Phía đông giáp Phường 8
- Phía tây giáp Phường 1 và Phường 7 qua sông Bảo Định
- Phía nam giáp Phường 2
- Phía bắc giáp xã Mỹ Phong qua sông Gò Cát.

Phường 3 có diện tích 0,54 km², dân số năm 2022 là 10.530 người, mật độ dân số đạt 19.500 người/km².

## Lịch sử
Sau năm 1975, Phường 3 thuộc thành phố Mỹ Tho.
Ngày 28 tháng 9 năm 2024, Ủy ban Thường vụ Quốc hội ban hành Nghị quyết số 1202/NQ-UBTVQH15 về việc sắp xếp đơn vị hành chính cấp xã của tỉnh Tiền Giang giai đoạn 2023 – 2025 (nghị quyết có hiệu lực từ ngày 1 tháng 11 năm 2024). Theo đó, sáp nhập toàn bộ 0,54 km² diện tích tự nhiên và quy mô dân số 10.530 người của Phường 3 vào Phường 2.

## Hình ảnh

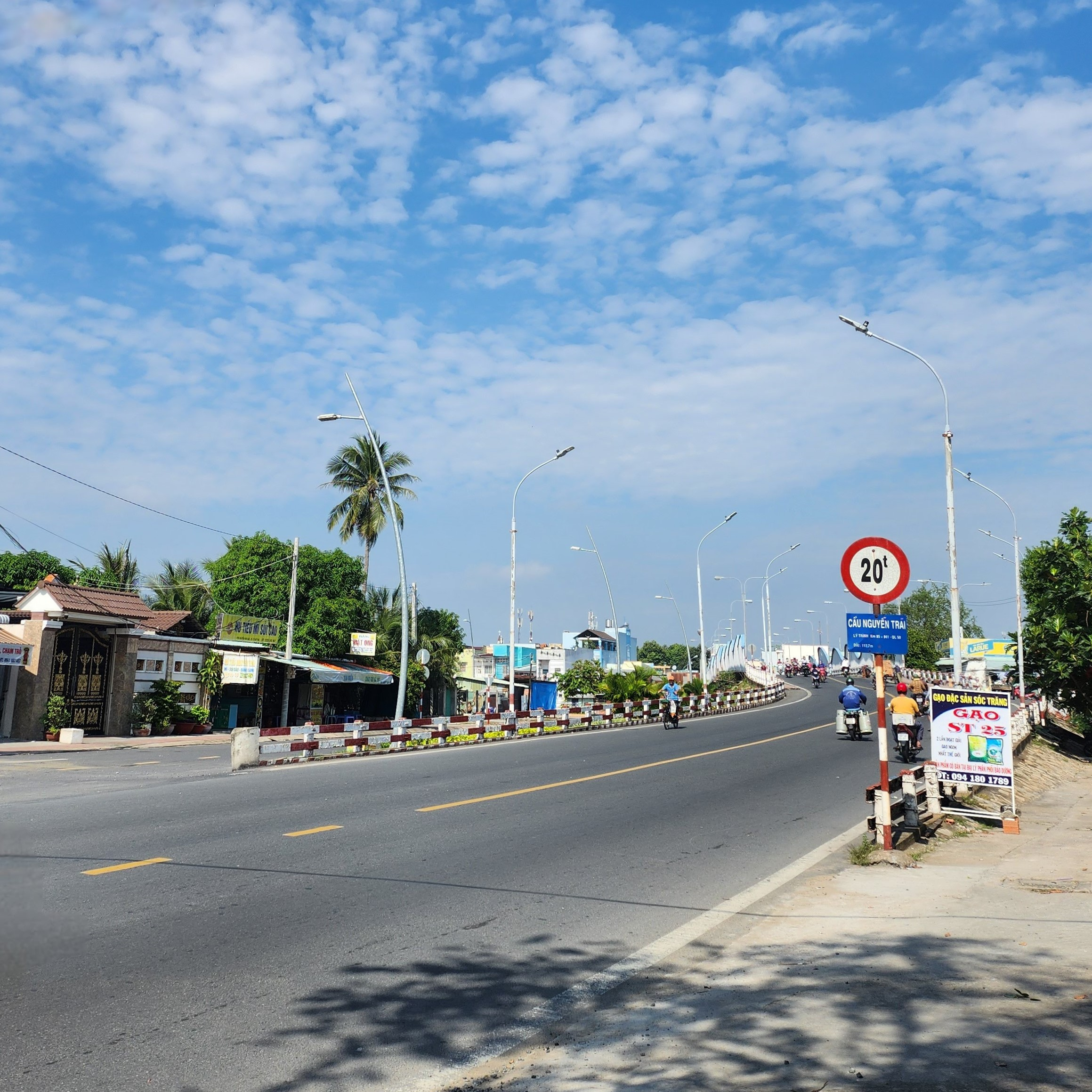
Chân cầu Nguyễn Trãi nhìn từ Phường 3.